# ЦУМ (Казань)
ЦУМ — торговый центр в Казани. Открыт в 1940 году, на улице Баумана, в 1963 переехал на улицу Куйбышева (ныне Пушкина), в 1977 переехал в новое здание на улицу Кирова (ныне Московская), где и находится по сей день.

## История
18 октября 1940 года приказом Наркомторга СССР был создан Казанский Универмаг.
Магазин открыл свои двери 11 ноября 1940 года на ул. Баумана, д. 13.
В 1963 году Универмаг переехал в пятиэтажное здание на ул. Пушкина, 2 (тогда — ул. Куйбышева, 2).
19 декабря 1977 года ЦУМ встречает первых покупателей в новом здании на улице Кирова, 2 (ныне ул. Московская, 2). В состав комплекса вошли: универмаг и универсам площадью 10200 м², ресторан и столовая на 230 мест, а площадь складов составляла уже 13000 м².
В 2007 году была проведена реконструкция ЦУМа — были увеличены торговые площади до 17 000 м², а общую площадь — до 32 700 м².